# Jean Bosco Ntagungira
Jean Bosco Ntagungira, né le 3 avril 1964 à Kigali au Rwanda, est un évêque rwandais, évêque de Butare depuis 2024. 

## Jeunesse
Ntagungira nait à Kigali et rejoint un petit séminaire dans sa ville natale. Il rejoint par la suite un séminaire préparatoire à Rutongo avant d'intégrer le Grand séminaire de Nyakibanda. À sa graduation, il est ordonné prêtre en 1993 et enseigne au petit séminaire à Ndera un an. Il rejoint l'université pontificale du Latran d'où il sort diplômé en 2001. Il travaille par la suite pour l'archidiocèse de Kigali, pour le tribunal ecclésiastique ainsi que des commission et des séminaire avec d'obtenir sa propre paroise en 2019,.  

## Évêque
En 2024, l'évêque de Butare, Philippe Rukamba (en) prend sa retraite dû à son âge. Ntagungira est alors nommé pour le remplacer comme évêque. Plus tard dans l'année, il est consacré évêque par le cardinal et archevêque Antoine Kambanda accompagné par Rukamba et Célestin Hakizimana, évêque de Gikongoro (de).